# Michelle Ashford

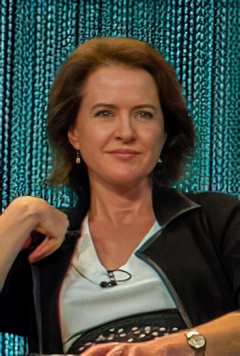
Michelle Ashford (2014)

Michelle Ashford (* 4. September 1960 in Kalifornien) ist eine US-amerikanische Drehbuchautorin und Fernsehproduzentin. Sie ist die Schöpferin und Showrunnerin der Fernsehserie Masters of Sex.

## Leben
Michelle Ashford wuchs in Claremont, im US-Bundesstaat Kalifornien auf. Sie studierte an der Santa Clara University Wirtschaftswissenschaften und wollte zunächst Anwältin werden. Durch ein Nebenfach im Bereich Fernsehen schlug sie jedoch einen anderen Weg ein. Sie begann ihre Karriere im Fernsehen in den 1980er Jahren als Drehbuch-Assistenz und arbeitete von 1988 bis 1990 an der Serie 21 Jump Street – Tatort Klassenzimmer. In dieser Zeit schrieb sie für sieben Folgen das Drehbuch. Weitere bedeutende Produktionen, an denen sie als Drehbuchautorin beteiligt war, sind die kurzlebige Krimiserie Boomtown (2002–2003) von Graham Yost und die HBO-Miniserien John Adams – Freiheit für Amerika (2008) und The Pacific (2010). Die Miniserien wurden von der Kritik gefeiert, für The Pacific erhielt Ashford eine Emmy-Nominierung.
Im Jahr 2011 wurde Ashfords eigene Serie, Masters of Sex, von Showtime beauftragt. Die Dramaserie auf Grundlage von Thomas Maiers gleichnamiger Biografie erzählt die Geschichte von den Forschern Masters und Johnson, die durch ihre Arbeit am menschlichen Sexualverhalten bekannt wurden. Die Kabelserie wurde von der Kritik wohlwollend aufgenommen und für mehrere Emmys und Golden Globe Awards nominiert. Von 2013 bis 2016 wurden vier Staffeln und 46 Folgen der Serie produziert.
Ashford ist seit mehr als 20 Jahren verheiratet mit dem Drehbuchautor und Fernsehproduzent Greg Walker und hat mit ihm zwei Söhne.

## Filmografie
- 1985: Hollywood Beat (Fernsehserie)
- 1988: Cagney & Lacey (Fernsehserie)
- 1988–1990: 21 Jump Street – Tatort Klassenzimmer (21 Jump Street, Fernsehserie)
- 1990–1991: Fernsehfieber (WIOU, Fernsehserie)
- 1995: Der große Sturm (Kansas, Fernsehfilm)
- 1995: New York News – Jagd auf die Titelseite (New York News, Fernsehserie)
- 1998: L.A. Doctors (Fernsehserie)
- 1999: A.T.F. (Fernsehfilm)
- 2002–2003: Boomtown (Fernsehserie)
- 2004: Medical Investigation (Fernsehserie)
- 2008: John Adams – Freiheit für Amerika (John Adams, Miniserie)
- 2008: Suburban Shootout (Fernsehserie)
- 2010: The Pacific (Miniserie)
- 2013–2016: Masters of Sex (Fernsehserie)
- 2021: Die Täuschung (Operation Mincemeat)
- 2023: Mayfair Witches (Fernsehserie)